# Haro Deportivo
Club Haro Deportivo is een Spaanse voetbalclub uit Haro in de regio La Rioja die na haar promotie op het einde van het seizoen 2018/19 uitkomt in de Segunda División B. De club werd opgericht in 1914.
Deportivo Alavés B ·
SD Amorebieta ·
Barakaldo CF ·
Athletic Bilbao B · 
CD Calahorra ·
CD Ebro ·
SD Ejea ·
Arenas Club de Getxo ·
Haro Deportivo ·
CD Izarra ·
SD Laredo ·
SD Leioa · 
SD Logroñés ·
UD Mutilvera ·
CA Osasuna B ·
Club Portugalete ·
Racing Santander ·
Real Sociedad B · 
SD Tarazona ·
CD Tudelano ·
Real Unión ·